# Ellipsoptera hirtilabris
Ellipsoptera hirtilabris – gatunek chrząszcza z rodziny biegaczowatych i podrodziny trzyszczowatych.
Gatunek ten opisany został w 1875 roku przez Johna Lewrence'a LeConte, jako Cicindela hirtilabris.
Chrząszcz o ciele długości od 9 do 11 mm, z wierzchu i od spodu mosiężnym. Głowa i przedplecze gęsto pokryte białym owłosieniem. Położone szczeciny na wardze górnej w liczbie ponad 20. Spód ciała, w tym przedpiersie, również gęsto, biało owłosiony. Białe plamy na pokrywach rozlewają się pokrywając większą ich powierzchnię tak, że mosiężne tło ograniczone jest do pojedynczej przepaski. Powierzchnia pokryw niepunktowana, matowa. Szczecinki przedwierzchołkowe obecne na krętarzach przedniej pary odnóży.
Dorosłe spotyka się od maja do listopada. Bardzo szybko biegają, a zaniepokojone zastygają w bezruchu, by nagle odlecieć na krótki dystans. Mają jednoroczny lub dwuletni cykl życiowy. Aktywne cały rok larwy żyją w wykopanych przez siebie głębokich norkach, zwykle położonych z dala od roślinności. 
Trzyszczowaty ten zasiedla pobocza dróg, podstawy wydm, zerodowane piaszczyste wzgórza i łaty otwartych terenów w piaszczystych drzewostanach sosnowych. Jest endemitem z półwyspu Floryda, gdzie występuje głównie na Suwannee River. W sumie podawany z 3 stanów USA: Florydy, Georgii i Karoliny Północnej. Na Florydzie notowany w hrabstwach Alachua, Baker, Brevard, Broward, Columbia, Dixie, Duval, Gilchrist, Hernando, Hillsborough, Indian River, Lake, Lee, Levy, Putnam, St. Johns i Taylor. W Georgii występuje w hrabstwie Echols.